# Снайпер (фільм, 1991)
«Снайпер» — радянський російський художній фільм, кримінальна драма 1991 року спільного виробництва за мотивами однойменного роману Джеймса Хедлі Чейза. Прем'єра фільму в Росії відбулася у жовтні 1992 року.

## Про фільм
Позаду у американця Джея Бенсона в'єтнамська війна, на якій він був відмінним снайпером. Повернувшись додому і одружившись з чарівною Люсі, герой відкриває школу зі стрільби. Для повного щастя йому не вистачає тільки грошей. Перше речення багатого клієнта обіцяє хороший заробіток — і Джей приймає його ...
Фільм знімався на колишній дачі Брежнєва в Нижній Ореанді.

## У ролях
- Микола Єременко (молодший) — Джей Бенсон
- Арніс Лицитис — Раймондо
- Армен Джигарханян — Августо Саланте
- Катерина Стриженова — Люсі
- Матлюба Алімова — секретарка Салант (у титрах — Матлюба Ахметова)
- Олександр Стриженов — Тімотео
- Олена Аржанік — Ненсі
- Тину Карк[et]
- Олександр Дунаєв
- Микола Павлов
- В епізодах: О. Алимов, Г. Аржанік, І. Гнатенко, С. Литвин, Е. Рудзатс, П. Струнов, Н. Суммовська, Б. Тчете, Б. Халєєв, В. Чікалін

## Знімальна група
- Автор сценарію: Діна Борисенко
- Режисер-постановник: Андрій Бенкендорф
- Оператор-постановник: Володимир Кукоренчук
- Художник-постановник Валерій Новаков (у титрах — Віталій)
- Композитор: Ігор Поклад
- Звукооператор: Наталя Домбругова
- Режисер: Надія Лагутенко
- Оператори: Майя Степанова, А. Чубов
- Художник по костюмах — Світлана Побережна
- Художник по гриму — Людмила Семашко
- Режисер монтажу: Єлизавета Рибак
- Художник-фотограф: Станіслав Семашко
- Асистенти: режисера — П. Діденко, О. Князєва, Т. Козлова, монтажера — Н. Антоненко, художника по костюмах — М. Маслова
- Комбіновані зйомки: оператор — Георгій Лемешев, художник — П. Корягін
- Постановка трюків: С. Головкін
- Каскадери: Н. Павлов, В. Іванов, Є. Антонова, М. Бондаренко
- Піротехнік: С. Єрмоленко
- Майстер по світлу: Г. Сидоренко
- Установник кольору: Н. Чудновець
- Редактор: Інеса Размашкіна
- Директор знімальної групи: Михайло Костюковський